# Hoofdzaak liefde
Hoofdzaak liefde was een artistiek kunstwerk in Amsterdam-Zuid.
In het plantsoen van het Hoofddorpplein stond jarenlang een elektriciteitshuisje van Liander en haar voorgangers. Dat huisje werd nogal eens beklad met graffity. Daarop werd het initiatief genomen het verdeelstation te voorzien van een kunstwerk van de Amsterdamse kunstenaar Fabrice Hünd. Initiatiefnemer was Stichting RAAF, die een kunstmarkt en workshops organiseerde. Een van die workshops werd gegeven door Fabrice. Vanaf september 2011 sierde zijn (mega)schrevenmozaïek het huisje. Net als zijn Scherven van beschaving in Amsterdam-Oost werd het kunstwerk gratis door de kunstenaar geplaatst. Materiaal werd langs de openbare weg verzameld en kinderen werkten samen met de kunstenaar aan het project. Het mozaïek werd in december 2011 onthuld door Sinterklaas in bijzijn van Joep Blaas van Stadsdeel Zuid.
In 2020 werd het verdeelstation gesloopt en verdween ook het kunstwerk van Fabrice, die het jaar erop overleed. Of het werk ergens bewaard is gebleven is onbekend.
Het nieuwe huisje kreeg in 2021 opnieuw een schildering: Empower yourself van Johan Moorman.